# Seznam nejmohutnějších vodopádů
Seznam nejmohutnějších vodopádů obsahuje vodopády s nejvyšším průtokem. Zahrnuje také peřeje a katarakty. 
Seznam zahrnuje pouze existující vodopády, nejsou tedy zahrnuty např. Vodopády Sete Quedas (průtok přes 13 000 m³/s), které v roce 1982 zmizely pod hladinou přehradní nádrže vodního díla Itaipú
| Vodopád                | Průměrný roční průtok (m³/s) | Nejvyšší stupeň (m) | Šířka (m) | Řeka          | Stát                                               | Souřadnice                        |
| ---------------------- | ---------------------------- | ------------------- | --------- | ------------- | -------------------------------------------------- | --------------------------------- |
| Inga                   | 25 768                       | 21                  | 914       | Kongo         | Konžská demokratická republika                     | 5°26′56″ j. š., 13°35′18″ v. d.   |
| Livingstonovy vodopády | 25 060                       | 6                   | 701       | Kongo         | Konžská demokratická republika a Konžská republika | 4°52′41″ j. š., 14°26′8″ v. d.    |
| Boyoma                 | 16 990                       | 5                   | 1 372     | Lualaba       | Konžská demokratická republika                     | 0°29′27″ s. š., 25°12′24″ v. d.   |
| Khone Phapheng         | 11 610                       | 21                  | 10 783    | Mekong        | Laos                                               | 13°57′18″ s. š., 105°54′10″ v. d. |
| Pará                   | 3 540                        | 64                  | 5 608     | Caura         | Venezuela                                          | 6°19′1″ s. š., 64°30′33″ z. d.    |
| Paulo Afonso           | 2 832                        | 59                  | 18        | São Francisco | Brazílie                                           | 9°23′21″ j. š., 38°11′45″ z. d.   |
| Niagarské vodopády     | 2 407                        | 51                  | 1 203     | Niagara       | Kanada a Spojené státy americké                    | 43°4′48″ s. š., 79°4′16″ z. d.    |
| Vermilion              | 1 812                        | 5                   | 1 829     | Peace         | Kanada                                             | 58°22′11″ s. š., 114°52′18″ z. d. |
| Iguaçu                 | 1 746                        | 82                  | 2 700     | Iguaçu        | Argentina a Brazílie                               | 25°41′43″ j. š., 54°26′12″ z. d.  |
| Calcaire               | 1 464                        | 22                  | 335       | Caniapiscau   | Kanada                                             | 57°28′45″ s. š., 69°18′36″ z. d.  |
| Pyrite                 | 1 464                        | 8                   | 579       | Caniapiscau   | Kanada                                             | 57°26′0″ s. š., 69°14′32″ z. d.   |
| Viktoriiny vodopády    | 1 088                        | 108                 | 1 708     | Zambezi       | Zimbabwe a Zambie                                  | 61°36′27″ s. š., 125°44′20″ z. d. |
| Virginia Falls         | 1 000                        | 96                  | 850       | Jižní Nahanni | Kanada                                             | 61°36′27″ s. š., 125°44′20″ z. d. |